# Tahu goreng

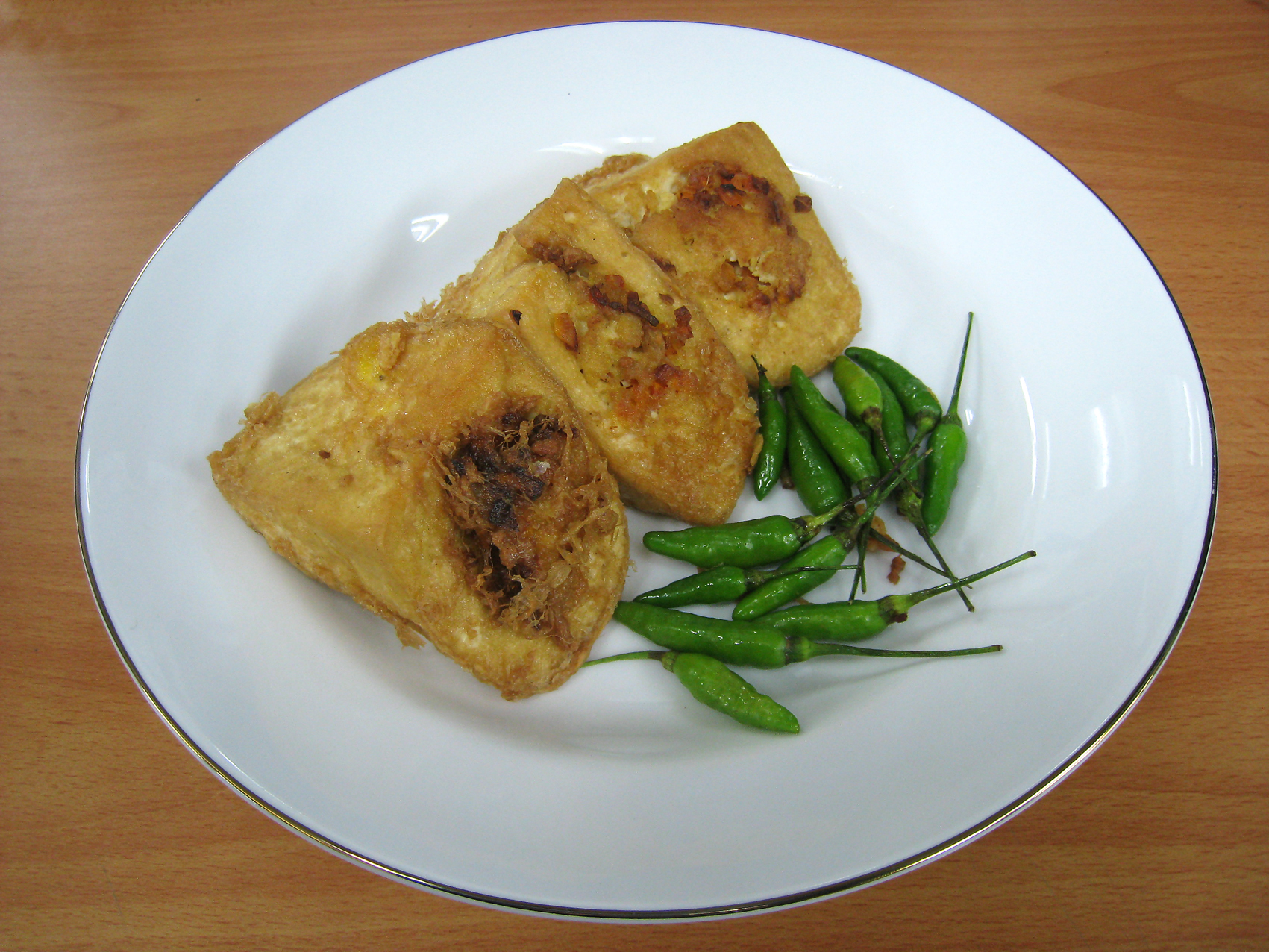
Tahu isi (tofu farci) servi avec du piment œil d'oiseau.

Le tahu goreng (en Indonésie), ou tauhu goreng (en Malaisie et Singapour), est un plat de tofu frit que l'on trouve en Indonésie, Malaisie et Singapour.

## Préparation

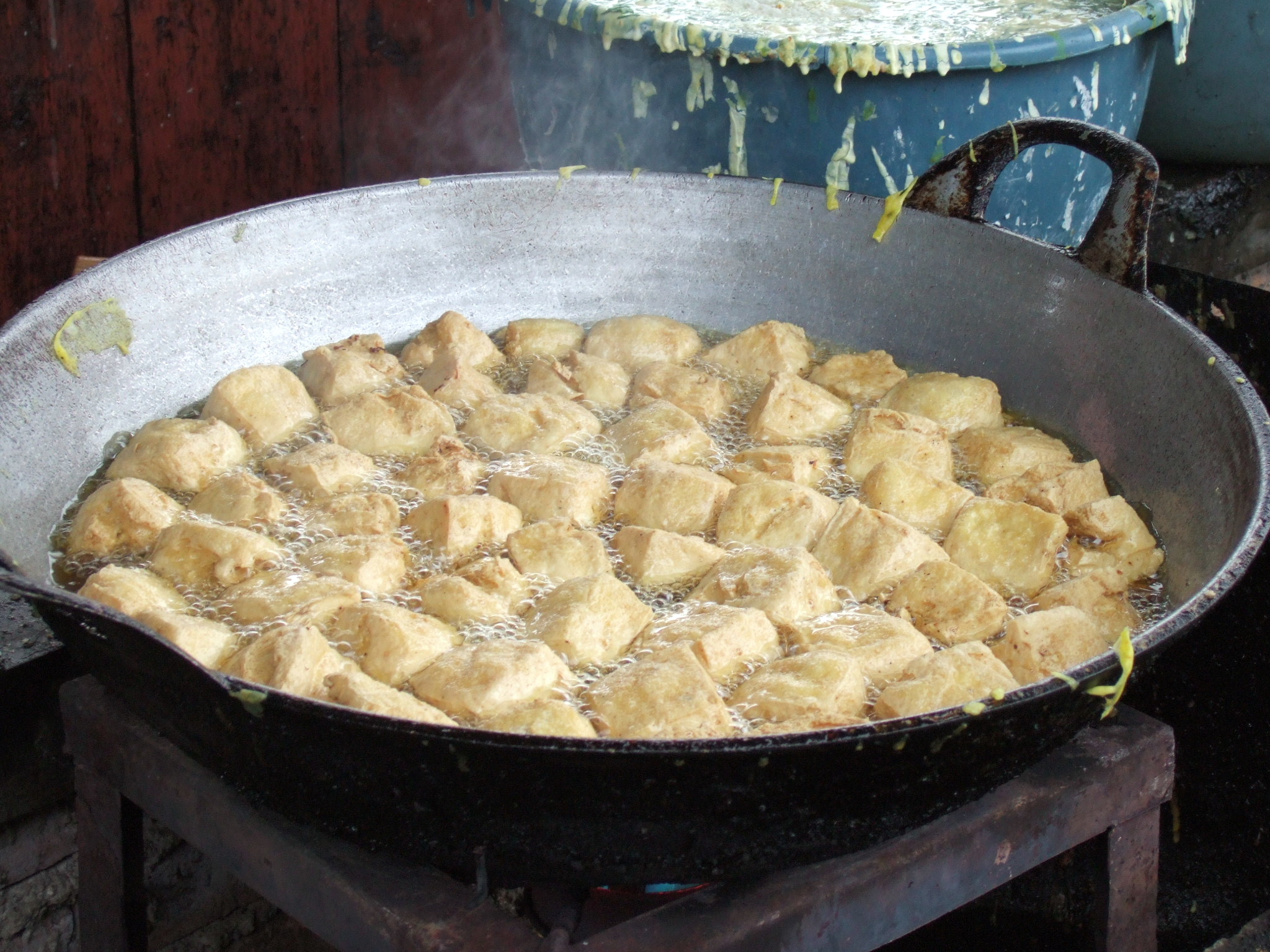
Tofu en pleine friture en Indonésie.

Des morceaux de tofu sont frits jusqu'à l'obtention d'une couleur brune. Ils sont alors servis avec des pousses de haricots, du concombre et des cébettes, le tout nappé d'une sauce épaisse à base d'échalotes, d'ail, de piment, de pâte de crevette, de sauce de soja et de jus de tamarin.

## Origines
En indonésien et en malais, tahu, ou tauhu, signifie « tofu », et goreng, « frit ». Le tofu est originaire de Chine et fut introduit en Asie du Sud-Est par les immigrants chinois dans la région. Ceci étant, on retrouve le tofu frit dans toute l'Asie, ainsi que dans certains régimes végétariens occidentaux. Le tahu goreng est très proche de l'agedashi tofu japonais, moins épicé et comprenant moins de condiments, mais utilisant également la sauce soja.

## Recettes

### Indonésie

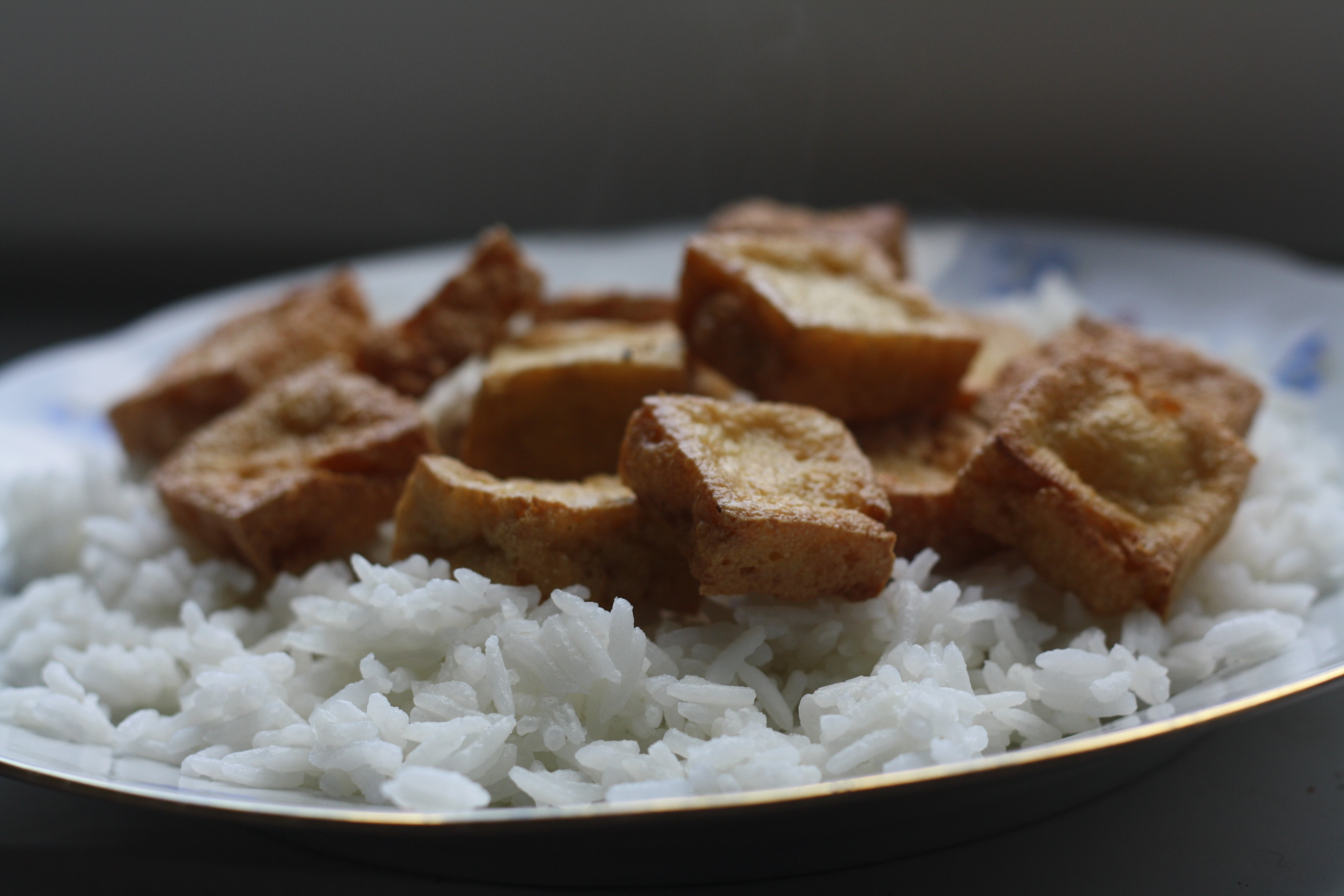
Tahu goreng sur du riz blanc.

Tahu goreng est un nom générique pour tout type de tofu frit en Indonésie. Il est globalement consommé avec du sambal kecap, condiment épicé à base de sambal, kecap manis (sauce soja sucrée), piment et échalotes. D'autres recettes substituent la sauce arachide au piment. Les principales recettes sont :
- tahu isi (littéralement : « tofu farci ») : probablement la recette la plus populaire de tahu goreng en Indonésie. Le tofu est farci de pousses de haricots, carottes et parfois d'émincé de viande[1]. On le trouve généralement chez des vendeurs de gorengan (beignets indonésiens). Il est généralement consommé avec du cabai rawit (piment œil d'oiseau) ;
- tahu Sumedang : le nom vient de la ville de Sumedang, à Java Ouest. Lancé par le magasin de tofu, Tahu Bunkeng, à Sumedang, établi par des immigrants chinois en[Quoi ?][2] ;
- tahu gejrot : tofu frit dans une sauce aigre-douce et épicée, avec des échalotes et des piments, originaire de la ville de Cirebon, à Java Ouest[3] ;
- tahu taoge : tofu frit coupé en dés, servi avec des pousses de haricots ;
- tahu campur (littéralement : « tofu mélangé ») : avec de l'émincé de bœuf, légumes, pousses de haricots, nouilles ou vermicelles de riz, servis dans un bouillon. Le plat est courant dans les villes de Java Est, telles que Malang, Surabaya et Lamongan ;
- tahu gunting (littéralement : « tofu coupé aux ciseaux ») : tofu frit dans une sauce arachide épaisse, sucrée et épicée, originaire de Surabaya, à Java Est ;
- tahu telur (littéralement : « tofu avec œuf ») : avec de l'omelette, des pousses de haricots, des arachides et du lontong, le tout servi dans une sauce fine aigre-douce. Également originaire de Surabaya ;
- tahu bulat (« tofu rond »), ou tahu bola, ou encore bola-bola tahu (« boules de tofu ») : recette relativement récente de Tasikmalaya. Le tofu est mélangé à d'autres ingrédients et roulé en boulette, pour être ensuite frit dans l'huile[4] ;
- kupat tahu (littéralement : « ketupat et tofu ») : ketupat (gâteau de riz), pousses de haricots, servis dans une épaisse sauce d'arachide sucrée et épicée. Recette présente dans tout Java, la version la plus populaire se trouvant à Kuningan et Surabaya.